# Сковорода Експрес
«Сковорода-Експрес» — фірмовий пасажирський поїзд 1-го класу Південної залізниці категорії «нічний експрес» № 17/18 сполученням Харків — Ужгород. Протяжність маршруту складає 1342 км. На даний поїзд є можливість придбати електронні проїзні документи. Вартість проїзду може змінюватися залежно від дня тижня. Варто зазначити, що на короткі відстані продаж може обмежуватися, але за добу до відправлення всі такі обмеження знімаються.

## Історія
З 12 вересня 2015 року між Харковом та Мукачевом призначений «нічний експрес» № 113/114 Харків — Мукачево. Загальний час на шляху прямування від Харкова до Мукачево складав 17 годин 36 хвилин. 
З 11 грудня 2016 року подовжено маршрут руху поїзда до станції Ужгород.
З 26 березня 2017 року розклад руху застав невеликих змін. Поїзд № 113/114 сполученням Харків — Ужгород отримав назву — «Мрія».
З 10 грудня 2017 року змінена нумерація поїзда на № 17/18.
З 18 березня по 19 червня 2020 року поїзд був тимчасово скасований через COVID-19, після зняття обмежень поїзду відновлено за звичайним графіком.
З 8 по 27 березня 2021 року через потрапляння Закарпатської області у «червону» зону маршрут поїзда був скорочений до станції Львів.
2 грудня 2022 року поїзд вирушив під новою назвою — «Сковорода-Експрес», яку отримав на честь 300-річчя від дня народження видатного українського філософа Григорія Сковороди.
З 15 листопада 2023 року «Укрзалізниця» запровадила пілотний проєкт жіночих купе у поїзді № 17/18 сполученням Харків — Ужгород. Місця у мобільному застосунку з продажу проїзних квитків мають відповідні позначки, а посадка до таких купе відкрита лише для пасажирів жінок з дітьми до 5 років включно. Вартість проїзду в жіночих купе не відрізняється від стандартної у вагонах аналогічного класу того ж поїзда.

## Інформація про курсування
Поїзд курсує цілий рік. З Харкова на Західну Україну вирушає по непарних числах (при двох непарних — 29, 31, 1 числа), з Ужгорода — по парних числах (при двох непарних — 30, 1, 2 числа).
На маршруті руху поїзд зупиняється на 11 проміжних станціях. Тривалі зупинки на станціях Полтава-Київська (20 хв.), Київ-Пасажирський (20 хв.), Львів (26 хв.). Між Києвом та Львовом поїзд № 17/18 курсує без зупинок.
| Розклад руху поїзда «Сковорода-Експрес» (з 11/06/2023) | Розклад руху поїзда «Сковорода-Експрес» (з 11/06/2023) | Розклад руху поїзда «Сковорода-Експрес» (з 11/06/2023) | Розклад руху поїзда «Сковорода-Експрес» (з 11/06/2023) | Розклад руху поїзда «Сковорода-Експрес» (з 11/06/2023) |
| Час прибуття                                           | Час відправлення                                       | Станція                                                | Час прибуття                                           | Час відправлення                                       |
| ------------------------------------------------------ | ------------------------------------------------------ | ------------------------------------------------------ | ------------------------------------------------------ | ------------------------------------------------------ |
| —                                                      | 14:37                                                  | Харків                                                 | 9:47                                                   | —                                                      |
| 8:49                                                   | —                                                      | Ужгород                                                | —                                                      | 13:43                                                  |

Актуальний розклад руху вказано у розділі «Розклад руху призначених поїздів» на офіційному вебсайті «Укрзалізниці».

## Склад поїзда
В обігу один склад поїзда формування вагонного депо ПКВЧ-7 «Харків» Південної залізниці, у загальному обороті по Харкову з поїздами «Вечірні Зорі», «Владислав Зубенко» сполученням Харків — Рахів / Трускавець.
Нумерація вагонів з Харкова — з голови, з Ужгорода — з хвоста потяга.
Поїзд «Сковорода-Експрес» сформований з 9 вагонів:
- 7 купейних[7]
- 2 вагони класу «Люкс»[8].

Схема поїзда може відрізнятися від наведеної в залежності від сезону (зима, літо). Актуальна схема на конкретну дату є можливість дізнатися в розділі «Онлайн резервування та придбання квитків» на офіційному вебсайті АТ «Укрзалізниця». Плацкартні вагони в даному поїзді відсутні.
У вагоні № 3 місця за ознакою чоловіче/жіноче купе, вагон № 6 з місцями для сидіння.
У складі поїзда «Сковорода-Експрес» курсує вагон-автомобілевоз, скористатися послугою якого є можливість, незалежно від погодних умов, доїхати до місця призначення найбільш безпечним транспортом зі своїм автомобілем, при цьому відпочиваючи в комфортних умовах та зберігаючи ресурс автомобіля.
Послуга набуває дедалі більшої популярності, адже пасажири отримують доступну можливість подорожувати на значні відстані разом зі своїм автомобілем, уникаючи розбитих автошляхів, зберігаючи ресурс свого автомобіля й насолоджуючись подорожжю. Вагон-автомобілевоз з поїздом «Сковорода-Експрес» або «Владислав Зубенко» курсує з Харкова лише до станції Львів щоп'ятниці та щосуботи — зі Львова, залежно від дати відправлення цих поїздів. Оформити замовлення є можливість цілодобово у багажному відділенні вокзалів станцій Харків-Пасажирський та Львів. 
У кожному вагоні поїзда виробництва Крюківського вагонобудівного заводу встановлений електронний «бігучий рядок», з якого є можливість дізнатися поточний час, дату, напрямок руху, ознайомитися з рекламою. У вагонах поїзда є заламіновані листи з інформацією для пасажирів: розклад руху та обходу начальника поїзда. Зверху над кожними вхідними дверима купе знаходиться «пульт пасажира» (виробництва харківського заводу «Хартрон»), за допомогою якого можна виконувати такі функції:
- вмикати/вимикати світло: сильний (дві лампи), середній (одна лампа), слабкий (чергове освітлення);
- викликати провідника, не виходячи з купе;
- ставити двері на сигналізацію;
- індикатор зайнятості туалета.

У кожному купе встановлені розетки для підзарядки мобільних телефонів, ноутбуків та іншої портативної техніки, кондиціонери в режимі клімат-контролю. Туалети в вагонах крюківського вагонобудівного заводу вакуумні, ними можна скористатися навіть під час стоянок на станціях.

## Цікаві факти
- Поїздом найчастіше переганяли електровози ЧС2, ЧС7 туди і зворотно. Так само було із поїздом «Слобожанщина».
- Поїзд сполучає Харків з мальовничими Українськими Карпатами, спільно з поїздом «Владислав Зубенко».

## Події
6 серпня 2020 року під час поїздки в поїзди троє п'яних пасажирів, що вживали алкогольні напої, влаштували в поїзді дебош. Одного висадили у Полтаві, а двох у Лубнах.